# Bærum
Bærum este un oraș din provincia Akershus, Norvegia.